# Хмелевец (Белгородская область)
Хмелевец — село в Валуйском районе Белгородской области России, входит в состав Тимоновского сельского поселения.

## География
Расположено в 23 км севернее города Валуйки.
Климат умеренно континентальный: лето жаркое, зима сравнительно холодная. Среди полезных ископаемых встречаются глина, песок, мел.
Почва — основное средство сельскохозяйственного производства. Все почвы, в основном, чернозёмные.
На территории села естественных водоемов не имеется, но есть искусственные пруды: Киселевка, Березка, Попов Ложок, Артябиново.

## История
Основано в начале XVIII века.

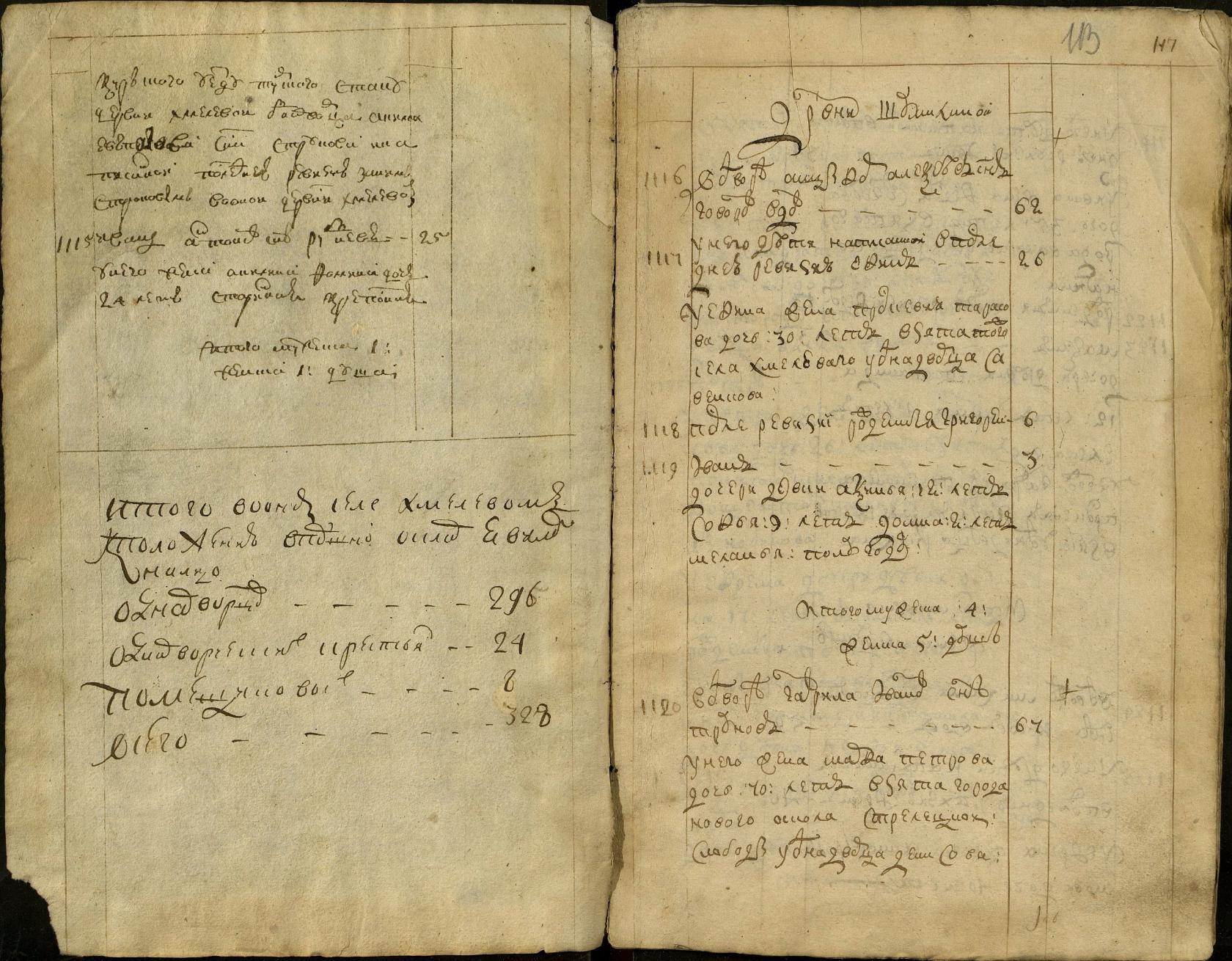
Страница ревизской сказки за 1762 год по селу Хмелевое, описывающая сословный состав села.

Сохранились ревизские сказки по селу в ГАВО за 1762 (фонд И18 опись 1 дело 128), 1795 (фонд И18 опись 1 дело 166) и 1850 (фонд 18, опись 1 дело 330) годы. В 1762 году в селе проживало 296 однодворцев, 24 однодворных крестьян и 8 крестьян, принадлежащих  помещикам, итого 328 человек. Таким образом, село практически полностью состояло из однодворцев.
В 1801 году здесь насчитывалось 95 дворов. Название село получило из-за зарослей дикорастущего хмеля, который густо переплетал деревья. Лес вплотную подходил к селу. Местность холмистая с большим количеством оврагов и балок.
До Великой Октябрьской социалистической революции в Хмелевце было 170 дворов. Из них 6 дворов богатых мужиков, которые владели основной посевной площадью. Крестьянские наделы земли были очень малы. Большая часть крестьян земли не имела и вынуждена была работать у богатых батраками. Некоторые крестьяне арендовали земли богачей, что привело их к большой нищете. Землю обрабатывали сохой и деревянной бороной. Почву не удобряли, потому и были низкие урожаи. Совсем обнищавшие крестьянские семьи в поисках лучшей жизни были вынуждены уезжать.
В 1905 году, в период первой русской революции в селе произошел крестьянский бунт против помещиков. Громили их усадьбы, забирали и делили между собой то, что создавалось трудом батраков.
До революции 1905 года в селе работала церковно-приходская школа. Она размещалась в сторожке при церкви. Помещение было неуютное, темное, парт не было. Дети сидели на скамьях за неприспособленными столами. Писали грифелем на грифельных досках. В школе училось от 15 до 20 человек.
В 1912 году была построена земская школа. Попечителем её строительства был Гладков Митрофан Александрович. Обучение было 3-х классное. В это время в школе обучалось уже около 100 человек. Первыми учителями в этой школе были: Зоя Митрофановна Максимова, Александра Николаевна Федорова и Василий Николаевич Шокин.
После Октябрьской революции в Хмелевеце была организована первая партийная ячейка. Первым её секретарем был Василенко, присланный из района, а помощником был житель Хмелевца Васильев Григорий. В ячейку входило 15 человек: Придворев Трофим, Попов Василий Семенович, Гладких Григорий Семенович, Катасонов Иван Тимофеевич, Некрасов Николай Кузьмич и другие. Активными участниками в раскулачивании были: Мешков Егор Васильевич, Катасонов Иван Тимофеевич, Харламов Тимофей Антонович, Цуканов Демьян Федорович.
Осенью 1929 года на территории Хмелевского сельского совета был организован колхоз-гигант, а весной 1930 года был расформирован как слишком большое хозяйство и на его основе были созданы четыре отдельных колхоза: «Красный пахарь» — в селе Новый Изрог, «Красный партизан» — в селе Шумилино, «Красная заря» — в селе Дроново, «Имени Калинина» — в селе Хмелевец.
С 1930 года была открыта неполная средняя школа, которая размещалась в 3-х зданиях. В ней обучалось уже до 300 человек. Школа была обеспечена партами, начали появляться наглядные пособия. В период с 1930 по 1987 год школу окончили более тысячи человек.
Так как до 1930 года на селе было большинство людей неграмотных, то стали открываться ликбезы. Неграмотное взрослое население с охотой шло на учёбу. Обучение вели на добровольных началах. В селе Хмелевец в то время действовало 6 групп ликбеза. В одной из таких групп руководителем и учителем был Иван Демьянович Гладких.
В 1933 году, три года спустя после организации колхоза, в Хмелевце, как и в других селах и городах, был голод. От него умерло много людей. Был большой падёж скота. Люди, обессиленные от голода, и истощенный рабочий скот с большим трудом провели посевную кампанию.
В селе Хмелевец был деревянный храм Косьмы и Домиана. В связи с антирелигиозной политикой, проводимой в стране перед войной, он был разобран на колхозные нужды.
В годы Великой Отечественной войны экономика колхоза оказалась ещё в более трудном положении. На фронт ушло все работоспособное мужское население (230 человек), 186 человек из них погибло на фронтах Великой Отечественной. В колхозе остались старики, женщины и дети. В армию были сданы автомашины и лошади для перевозки военных грузов. Весь колхозный скот был эвакуирован в тыл страны. Все колхозные сельскохозяйственные работы теперь проводились на коровах. На них обрабатывали землю, перевозили грузы. Особенно в трудных условиях проводилась уборка урожая: скирдование, косьба, молотьба цепами, перенос снопов на носилках — все проводилось вручную. Колхозники, не жалея своих сил и труда, отдавали все для родной Армии, ковали Победу в тылу.
С лета 1942 года по январь 1943 село Хмелевец и прилегающие к нему окрестные села были оккупированы немецко-фашистскими войсками. Но и во время оккупации население оказывало помощь действующему в лесу партизанскому отряду. Люди делились с партизанами последним: пекли для них хлеб, передавали картошку, стирали для партизан.
Очень тяжелое было для селян послевоенное время. Во время войны все «неудобья» были брошены и несколько лет не распахивались, поэтому колхоз оказался с малой земельной площадью. К концу 1945 года в колхозе было 7 коров, 10 свиноматок, 120 овец.
В 1949 году вместо фельдшерского пункта, действовавшего в бывшем доме помещиков Романовых (хутор Романов, сейчасчасть Хмелевца), была открыта больница-стационар на 10 коек и роддом. Больница функционировала до 1986 года, затем была закрыта. В центре села в реконструированном здании был открыт фельдшерско-акушерский пункт.
18 августа 1950 года из четырёх колхозов был создан один колхоз имени Калинина. Первым председателем объединённого колхоза стал Бусловский Иван Матвеевич. В колхозе уже было пашни, 56 коров, 75 свиноматок и 400 голов овец. Колхоз стал многоотраслевым хозяйством.
В 1953 году село было электрифицировано.
К 7 ноября 1956 года в Хмелевце был открыт новый Дом Культуры на 300 зрительских мест. Первым его директором стал Шибанов Илларион Емельянович. Худруком был Прохоров Николай Иванович, а баянистом — Бакулин Кузьма Николаевич. В здании ДК размещалась и сельская библиотека. Первой её заведующей стала Селиванова Светлана Ивановна.
В конце 50-х годов в центре села рядом с Домом Культуры установлен памятник неизвестному солдату, у его подножия, в братской могиле, захоронены останки воинов, погибших во время Великой Отечественной войны на территории села и окрестностей.
В 1958 году была проведена радиофикация села.
В 1959 году было построено новое здание школы с семью классными комнатами, пионерской и учительской. С этого времени школа перешла на 8-летнее обучение.
В 1972 году было построено здание новой восьмилетней школы, учебные кабинеты которой пополнялись необходимым для школьного процесса оборудованием.
В 1985 году был открыт круглогодичный детский сад. До этого времени детсад был сезонный, в зимний период не работал.
В 1986 году было построено 10 домов для семей колхозников. Новая улица получила название «Молодёжная».
В 1987 году была проложена дорога с твердым покрытием от Тимоново до Хмелевца.
В 1987 году в Шумилино был построен новый магазин, который сгорел во время пожара в 1989 году.
В 1988 году Шумилино было объединено с Хмелевцом и как самостоятельное село перестало существовать.

## Население
| 1859 | 1897  | 2002 | 2010 |
| ---- | ----- | ---- | ---- |
| 1027 | ↗1041 | ↘384 | ↘266 |